# Ronan Ricaille
Ronan Ricaille est un joueur de rink hockey né le 12 mai 1993. Formé à Quévert, il évolue une saison à Pacé puis deux années à Saint-Omer avant de revenir à Quévert en 2019.

## Parcours sportif
Son père, Yannick Ricaille, lui apprend dès son plus jeune âge le patinage. Dès l'âge de 4 ans, il sait patiner avec une crosse et une balle. Après avoir évolué, pendant de plusieurs saisons, dans l'équipe réserve de Quévert, il intègre l'équipe première lors de la saison 2014-2015. 
À l'issue de la saison 2016, il quitte le club de Quévert pour rejoindre celui de Pacé. Il n'y reste qu'une seule année avant de rejoindre Saint-Omer.
En raison de problème de santé, il ne peut pas participer à la final four 2019 avec Saint-Omer. Il revient à Quévert lors de la période des transferts de l'été 2019. 
Blessé à plusieurs reprises en 2019, il participe tout de même à la Ligue des champions avec Quévert pour la saison 2019-2020.

### Palmarès
En 2012, il est médaille de bronze lors du championnat d'Europe avec l'équipe de France des moins de 20 ans.

En 2015, il fait partie de l'effectif qui permet au club de Quévert de réussir le doublé Coupe de France 2015 et Championnat de France 2015.

## Vie privée
Il est titulaire d'un BTS ACSE.